# Erlöserkirche (Jagstfeld)

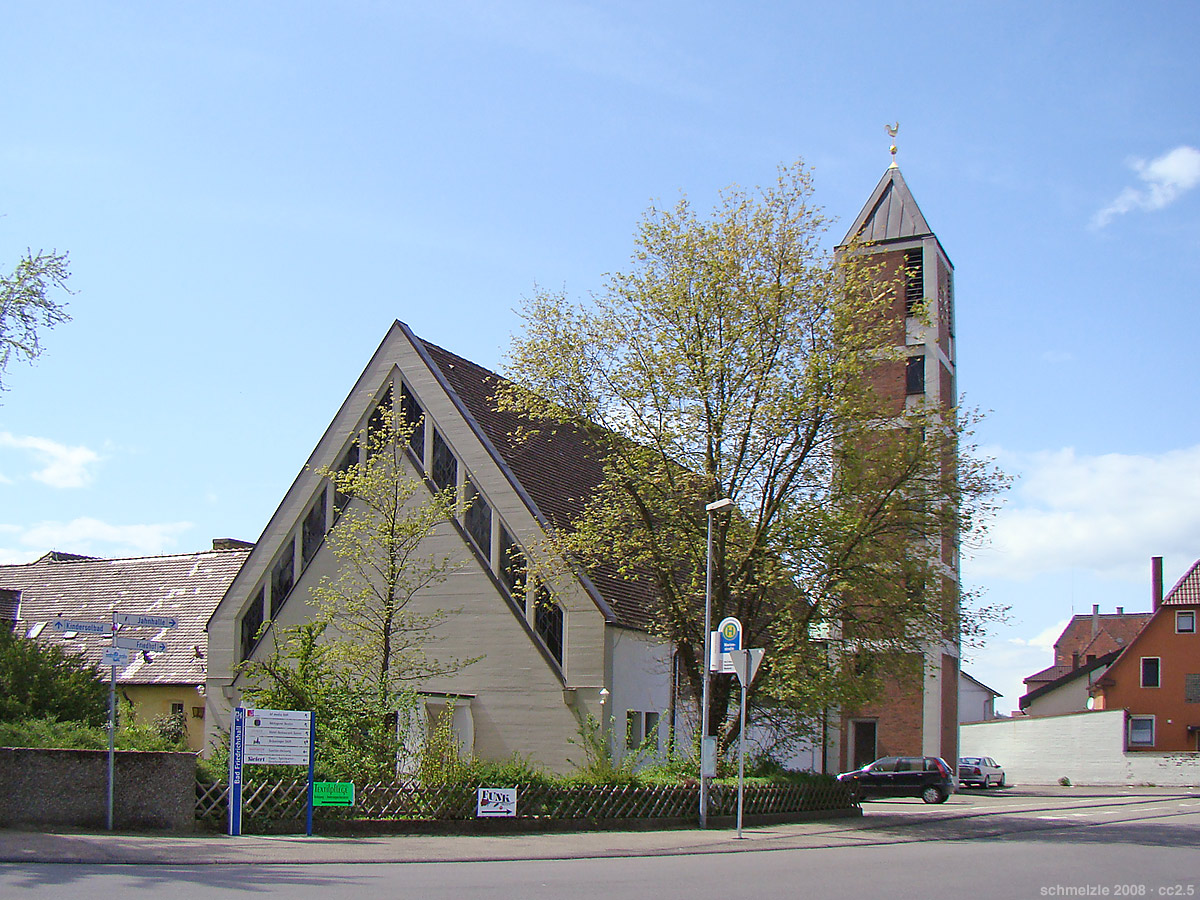
Erlöserkirche in Bad Friedrichshall

Die Erlöserkirche in Bad Friedrichshall-Jagstfeld ist eine evangelische Pfarrkirche, die 1966/67 erbaut wurde. Sie gehört zur evangelischen Kirchengemeinde Bad Friedrichshall-Jagstfeld im Kirchenbezirk Weinsberg-Neuenstadt der Evangelischen Landeskirche in Württemberg.

## Geschichte
Im aufgrund der einstigen Zugehörigkeit zum Deutschen Orden traditionell katholisch geprägten Jagstfeld gibt es erst seit 1949 eine selbstständige evangelische Kirchengemeinde, die sich 1950 in der Römerstraße einen Kirchensaal und daneben 1954 ein Pfarrhaus erbaute. Im Jahr 1965 beschloss man den Bau einer an den Kirchensaal angrenzenden Kirche. In der Kirchengemeinderatssitzung vom 13. Februar 1967 wurde beschlossen, der Kirche den Namen „Erlöserkirche“ zu geben. Die nach Plänen von Hannes Mayer erbaute Kirche wurde am 17. Dezember 1967 von Martin Haug geweiht. Der Kirchensaal wurde baulich mit der Kirche verbunden und dient seitdem als Gemeindehaus.
Die ersten drei Glocken der Kirche wurden im Dezember 1968 bei der Bad Friedrichshaller Glockengießerei Bachert gefertigt, 1992 kam zum 25-jährigen Jubiläum eine vierte, bei Bachert in Heilbronn gegossene Glocke hinzu.

## Ausstattung
Im Inneren der Erlöserkirche befinden sich seit 1967 das Altarbild Abendmahl von K. H. Türk sowie das Glasfenster Pfingsten von Wolf-Dieter Kohler. Seit 2009 befindet sich in der Erlöserkirche eine Orgel aus dem Jahr 1956, welche zuvor in der evangelischen Kirche in Oberrot stand. Zum 50-jährigen Jubiläum der Kirchengemeinde Bad Friedrichshall-Jagstfeld erhielt die Erlöserkirche 1999 von der Untergriesheimer Künstlerin Hildegard Peuser (1939–2018) die Ikone Christus der Erlöser als Geschenk.